# Clinopodium vardarense
Clinopodium vardarense là một loài thực vật có hoa trong họ Hoa môi. Loài này được (Šilic) Govaerts mô tả khoa học đầu tiên năm 1999.